# NGC 3682
إن جي سي 3682 التي يرمز لها بالرمز NGC 3682، هي مجرة، في كوكبة التنين.

## الاكتشاف
اكتشفت في 6 أبريل 1793، بواسطة ويليام هيرشل.